# Lăzărești, Gorj
Lăzărești este un sat ce aparține orașului Bumbești-Jiu din județul Gorj, Oltenia, România.

## Vezi și

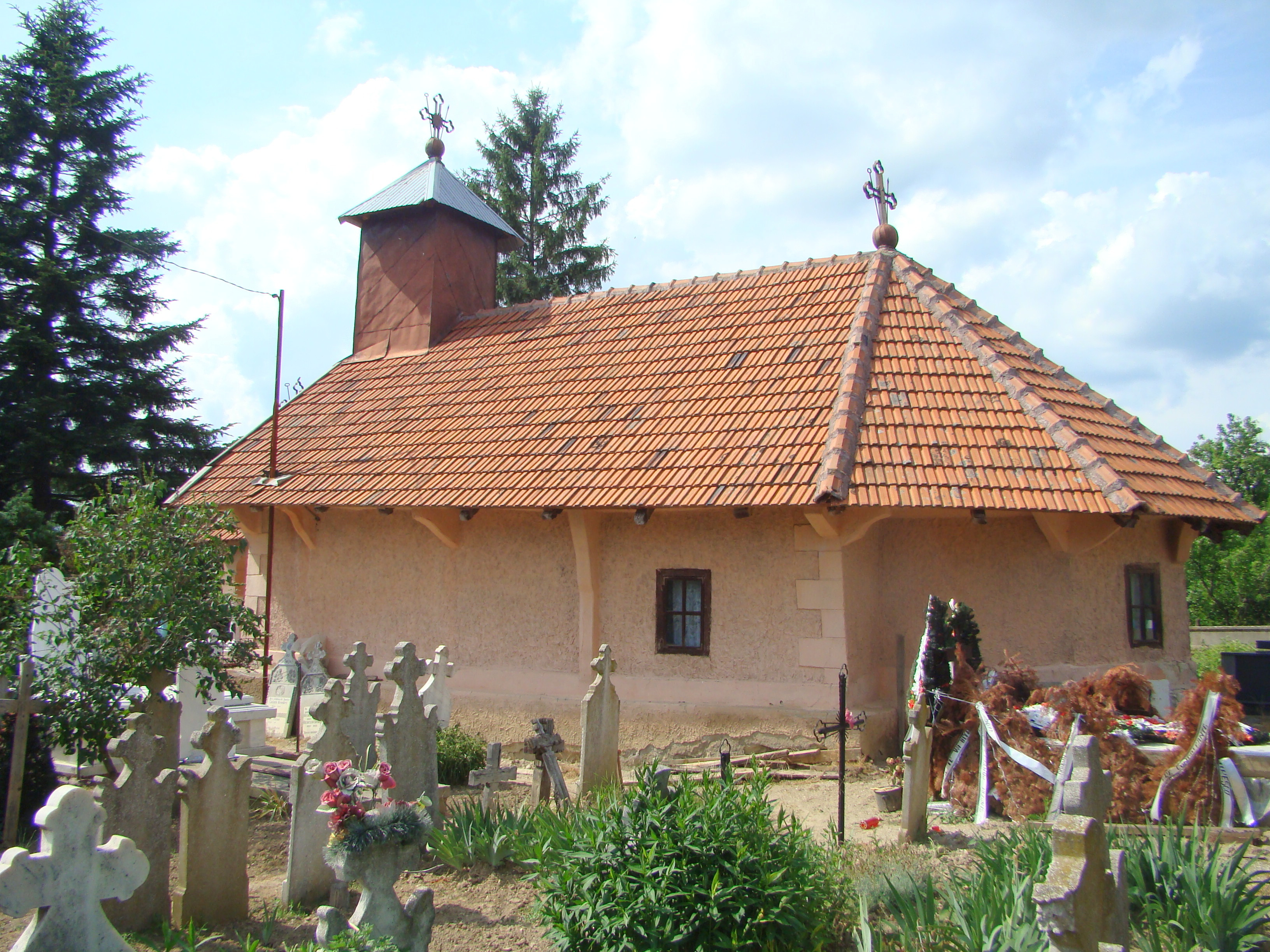
Biserica de lemn „Sfântul Nicolae” (monument istoric)

- Biserica de lemn din Lăzărești

 Acest articol despre o localitate din județul Gorj este deocamdată un ciot. Puteți ajuta Wikipedia prin completarea lui.